# Network Media Hub

Logo bis Februar 2024

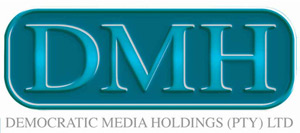
Unternehmenslogo bis Mitte April 2014

Network Media Hub (NMH), fälschlicherweise auch Namibia Media Hub (bis Februar 2024 Namibia Media Holdings, davor bis Mitte April 2014 Democratic Media Holdings (DMH)), ist ein Medienhaus mit Sitz in Windhoek, Namibia.

## Geschichte
Die NMH ging 1991 aus einer Fusion der John Meinert (Pty) Ltd und der Zeitschrift Die Republikein hervor. Initiiert wurde die Fusion von Dirk Mudge, der in früheren Zeiten fest mit der Demokratischen Turnhallenallianz verbunden war.
Darüber hinaus wurde die NMH in ihren Anfangsjahren finanziell von der Demokratischen Turnhallenallianz unterstützt, was zu einer Vielzahl von Streitigkeiten bezüglich der Eigentumsrechte zwischen den beiden Parteien führte und schließlich 1997 in der offiziellen Beendigung der Verbindungen des Medienunternehmens zur Demokratischen Turnhallenallianz gipfelte.
Anfang Juli 2012 wurde der 50-%-Anteil der DMH-Stiftung Democratic Media Trust an Stimulus, ein namibisches Investmentunternehmen, verkauft. Das südafrikanische Medienunternehmen Media24, Teil des international tätigen Medienkonglomerat Naspers, hielt einen 50-prozentigen Anteil an NMH. Diese wurde im April 2016 jedoch ebenfalls an Stimulus abgetreten.

## Produkte
Zur Mediengruppe der NMH gehören:
- die Tageszeitungen Allgemeine Zeitung (deutsch) und die
- afrikaanse Die Republikein, die
- Boulevardzeitung Namibian Sun (englisch) sowie die
- Regionalzeitungen Erongo und Windhoek Express (beide zunächst dreisprachig, seit 2018 nur noch Englisch) sowie Ewi IyaNooli (Oshivambo) sowie die
- Druckerei Newsprint Namibia und seit 2020 das
- Online-TV-Angebot NMH (Network Media Hub; seit 2021 mit Fernsehlizenz unter oneuptwo.com)[7], seit 2022 auch NTV (Network Television) sowie
- die monatliche dreisprachige Tourismuszeitschrift Tourismus.

Anteile am Radiosender 99FM wurden 2012 verkauft, ebenso das Playhouse-Theater (später Warehouse Theatre) in Windhoek. Die Onlineportale namlish.com (mittlerweile wieder von anderen Betreiber geöffnet) und TourNamibia wurden 2012 eingestellt.
Am 8. Februar 2022 ging der hauseigene Fernsehsender Network Television (NTV) beim Satellitenrundfunkanbieter DStv auf Sendung.